# جوزيف فرانسوا دوبلكس
جوزيف فرانسوا دوبلكس (بالفرنسية: Joseph François Dupleix)‏ (1 يناير 1697 - 10 نوفمبر 1763) هو الحاكم العام للهند الفرنسية في الفترة (1742-1754) وعدو روبرت كلايف الرئيس.

## سيرته
ولد جوزيف في مدينة لانديرسي الواقعة في شمال فرنسا. كان أبوه (فرانسوا دوبلكس) المزارع الغني يتمنى أن يكون ابنه تاجراً، وكان يريد أن يبعده عن التعلق بالعلم، لذلك أرسله إلى إحدى قرى الهند عام 1715 بوساطة أحد قوارب شركة الهند الشرقية الفرنسية.
قام جوزيف بعدة رحلات إلى الأمريكيتان وكذلك إلى الهند، وفي عام 1720, أصبح جوزيف عضواً في المجلس الأعلى في بونديشيري.أظهر جوزيف كفاءة تجارية عالية، وبالإضافة إلى مهامه الرسمية، جنى ثورة طائلة.
أصبح مشرفاً على الشؤون الفرنسية في مدينة شاندرناغور عام 1730. نمت المدينة تحت إدارته وأصبحت ذات أهمية كبيرة.
في عام 1741, تزوج جوزيف من أرملة أحد أعضاء مجلس الشركة واسمها جين ألبرت، التي كانت تساعد زوجها كثيرا في مفاوضاته مع الأمراء المحليين.
جعلت سمعته منه الحاكم العام للهند الفرنسية عام 1742. كان طموحه أن يخضع مساحات واسعة في الهند لوطنه فرنسا، ومن أجل بلوغ هذا الهدف، أقام جوزيف علاقات طيبة مع الأمراء المحليين.
أقام جوزيف جيشاً من القوات المحلية كان من ضمنهم حيدر علي. فتنبه البريطانيون لخطره، حيث كان الصراع بين الإنجليز والفرنسيين على بسط النفوذ في الهند.
حصلت بينه وبين بريطانيا العديد من النزاعات والمعارك حتى عام 1754, حين أرادت الحكومة الفرنسية إحلال السلام، فأرسلت مفوضاً إلى الهند ليحل محل دوبلكس. وإذا اقتضت الضرورة أن يعتقله.
أُجبر جوزيف على العودة إلى فرنسا في 12 أكتوبر 1754, وبعد أن كان قد أنفق جلّ ثروته من أجل تطبيق سياساته العامة في الهند, أضحى دوبلكس رجلاً فقيراً، وتوفيت زوجته عام 1756. رفضت الحكومة الفرنسية مساعدته، وتوفي في 10 نوفمبر 1763.

## قبل وفاته
نشر جوزيف قبل وفاته بفترة قصيرة:
| جوزيف فرانسوا دوبلكس | لقد ضحيت بشبابي، بثروتي، بحياتي من أجل إثراء أمتي في آسيا. الأصدقاء التعساء، والآباء الضعفاء الذين فعلوا أفضل ما بوسعهم من أجل إنجاح مشاريعي هم الآن في حالة بؤس وحاجة. جميع خدماتي قد نُسيت، وأُعامل كأنني أحقر إنسان في الوجود. أنا أعيش في فقر مدقع. الملكية الصغيرة التي ظلت في حوزتي أُخذت مني. | جوزيف فرانسوا دوبلكس |

وهذه توضح الحالة المزرية التي عاشها جوزيف في آخر حياته.

## الإرث
سميت عدة أشياء باسمه، منها:

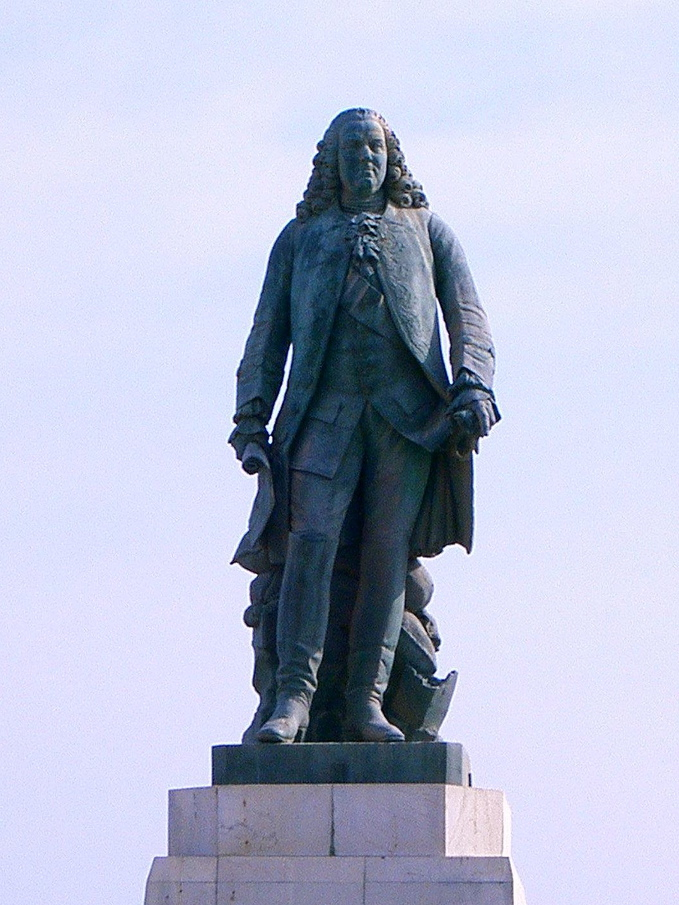
تمثال جوزيف دوبلكس

- سمي باسمه ميدان وطريق ومحطة مترو في باريس.
- حملت اسمه 4 سفن حربية فرنسية وكذلك سفينتان تجاريتان.
- سمي باسمه طريق في الهند يقع بالقرب من البرلمان الهندي.
- سمي باسمه متحف يقع في مدينة لانديرسي مسقط رأسه.

## روابط خارجية
- جوزيف فرانسوا دوبلكس على موقع الموسوعة البريطانية (الإنجليزية)